# Ingrid Févre
Ingrid Févre (29 de mayo de 1975) es una deportista francesa que compitió en halterofilia. Ganó una medalla de plata en el Campeonato Europeo de Halterofilia de 1999, en la categoría de 58 kg.

## Palmarés internacional
| Campeonato Europeo | Campeonato Europeo | Campeonato Europeo | Campeonato Europeo |
| Año                | Lugar              | Medalla            | Categoría          |
| ------------------ | ------------------ | ------------------ | ------------------ |
| 1999               | La Coruña (España) | Medalla de plata   | 58 kg              |